# Hosszám Gáli
Hosszám Gáli (Arabul: حسام غالي) (született Kafr es-Sejh, 1981. december 15.) egyiptomi labdarúgó, jelenleg az angol Tottenham Hotspur játékosa.

## Pályafutása
Gáli az el-Ahli ificsapatában kezdte pályafutását, majd a felnőtteknél is bemutatkozott 2001-ben. 2003-ban a holland Feyenoord Rotterdam-hoz csatlakozott. Három év után 2006 januárjában átigazolt Angliába, a Tottenham Hotspur-höz.
A Spurs-nél állandó tagja lett a csapatnak, azonban a jövője a klubnál kérdésessé vált, mikor egy Blackburn Rovers elleni bajnokin 2007. május 10-én, miután lecserélték, levetette a mezét, és a menedzser elé a földre dobta. Ghaly azon a mérkőzésen Steed Malbranque cseréjeként lépett pályára az első félidőben, ám rossz teljesítménye miatt Martin Jol lecserélte. A játékos dühösen hagyta el a pályát, és mezét eldobva ment az öltözőbe. Később megbánta tettét, és bocsánatot kért a klubtól és a szurkolóktól.
Ennek ellenére ezután már egyetlen mérkőzésen sem játszott. Azt nyilatkozta, el akarja hagyni a csapatot.
2007. július 30-án aláírt a Birmingham City-hez 3 évre, 3 millió fontért, de augusztus 3-án a Birmingham bejelentette, hogy mégsem kívánják leigazolni a játékost.
2008 januárjában a Derby County és a Tottenham megegyezett, hogy Ghaly a szezon végéig a Derby-nél marad kölcsönben. Ghaly január 12-én debütált a csapatban a Wigan Athletic ellen.

## Külső hivatkozások
- Hossam Ghaly pályafutásának statisztikái a Soccerbase oldalon (angolul)